# KCCA FC
O Kampala Capital City Authority Football Club é um clube de futebol com sede em Kampala, Uganda. A equipe compete no Campeonato Ugandense de Futebol.

## História
O clube foi fundado em 1963.